# Mork (rollfigur)
Mork är huvudpersonen i TV-serien Mork & Mindy. Mork medverkade först i ett avsnitt av Gänget och jag, men karaktären blev så populär att han fick en egen spinoff-serie. Han spelades av Robin Williams, som var en helt okänd skådespelare innan han fick rollen.

## Bakgrund
Mork är en utomjording som kommer från den fiktiva planeten Ork. Han kom till jorden i ett ägg-format rymdskepp för att utföra ett uppdrag som planeten Orks ledare, Orson, skickat ut honom på - att observera människornas liv för att se om Orks invånare kan lära sig något av deras beteende. Varje vecka ska Mork lämna in en rapport om vad han lärt sig om människorna under den gångna veckan.
Den första människan som Mork träffar är Mindy, en ung kvinna som arbetar i en musikaffär tillsammans med sin pappa och sin farmor. Mork får flytta in hos Mindy och de lär känna varandra. Mindy vet att Mork är en utomjording, men det berättar hon inte för någon.
Mork ser ut som en vanlig människa, men att han är en utomjording framgår väldigt tydligt av hans beteende. Exempelvis dricker han med fingrarna, sitter på huvudet och sover gör han hängande från taket. För att folk inte ska börja undra över hans märkliga beteende, så försöker Mindy lära honom att bete sig lite mer som en människa.
Mork är känd för sina repliker Nanu-Nanu! (som är en hälsningsfras) och Shazbat! (vilket han säger då något går på tok). Mork använder sig även av många andra underliga fraser och uttryck.